# Marva Jan Marrow
Marva Jan Marrow (Denver, 22 aprile 1948) è una cantautrice statunitense, che ha lavorato per un decennio in Italia.

## Biografia

Marva Jan Marrow in una foto del 1971.

Trasferitasi a Pittsburgh per gli studi, comincia a comporre canzoni, che propone in vari spettacoli, fino ad ottenere una scrittura a New York, città in cui si trasferisce; si sposta poi a Porto Rico, dove conduce un programma radiofonico.
Giunta in Italia nel 1971, inizia ad esibirsi in alcuni locali di Firenze e in seguito di Milano; durante un'esibizione conosce il produttore Claudio Fabi, che le propone un contratto per la Numero Uno, l'etichetta fondata da Mogol (Giulio Rapetti) e suo padre Calibi (Mariano Rapetti), Alessandro Colombini e, in misura minore, Lucio Battisti.
Inizia quindi a collaborare sia come autrice per alcuni artisti, sia come session man per altri artisti (anche non legati all'etichetta, come i fratelli La Bionda o Francesco Guccini).
Nel frattempo debutta come solista, incidendo alcuni 45 giri, tra cui la versione in inglese de Il nostro caro angelo (Our Dear Angel) di Lucio Battisti, realizzata con Ivan Graziani (chitarre) e lo stesso Battisti (chitarre e batteria); la canzone presente sul lato B, Go Man, viene inserita nella colonna sonora del film Blu Gang - E vissero per sempre felici e ammazzati di Luigi Bazzoni, in una versione più lunga rispetto a quella pubblicata sul singolo.

Marva Jan Marrow negli anni '70

Collabora con Eugenio Finardi per il suo singolo di debutto (1973) e con la Premiata Forneria Marconi; in questo periodo si lega sentimentalmente al bassista del gruppo, Patrick Djivas: l'unione durerà dodici anni.
Nel 1974 si esibisce alla Festa del proletariato giovanile che si tiene al parco Lambro di Milano dal 13 al 16 giugno.
L'anno seguente, collabora con Ivano Fossati realizzando i testi per due brani contenuti nell'album Good-Bye Indiana e cantando nei cori e, infine, viaggia a Los Angeles – sempre con la Premiata Forneria Marconi (e lo stesso Djivas) – scrivendo i testi per Chocolate Kings (firmato anche da Mauro Pagani) e per l'album inglese del Banco del Mutuo Soccorso; con Fossati collaborerà nuovamente anni dopo, scrivendo il testo di Lady Rock per Lara Saint Paul. 
Nel 1977, ancora in America, scrive i testi per l'LP della Premiata Forneria Marconi Jet Lag (co-firmato con Franz Di Cioccio) e per Images, l'album che Battisti realizza negli Stati Uniti, ma i suoi testi vengono sostituiti su iniziativa di Mogol da altri, scritti da Peter Powell.
In questi anni collabora anche con Franco Godi, realizzando alcuni spot per Carosello (in uno di essi canta la famosa canzone di Marilyn Monroe I Wanna Be Loved By You) e collaborando con il musicista anche per Il signor Rossi cerca la felicità, della serie dei cartoni animati del Signor Rossi di Bruno Bozzetto (in cui canta la canzone Viva la felicità, anche in inglese per la versione internazionale del cartone).
Per la Numero Uno incide un intero album, che però non viene pubblicato dall'etichetta.
Collabora inoltre con Maurizio Monti per la stesura del musical Isimilia.
Nel 1978 un suo brano, Sometimes Man, adattato in italiano insieme ad Ivan Graziani diviene la canzone Marva, incisa da Patty Pravo nel suo album Miss Italia. È noto anche il provino, Uomo di qualche volta, con una traduzione letterale del testo inglese; nello stesso anno canta nei cori del disco dal vivo di Mina, Mina Live '78, registrato al teatro tenda di "Bussoladomani".
Nel 1979 collabora con Francesco De Gregori, scrivendo i testi per l'album in inglese del cantautore romano, che non viene però pubblicato; la stessa operazione viene effettuata anche per alcuni brani di Antonello Venditti (Le tue mani su di me e Campo de' fiori) e Riccardo Cocciante (Bella senz'anima).
Negli anni '80 si dedica all'attività di fotografa, realizzando anche copertine di dischi (ad esempio quella di In concerto di Umberto Tozzi e di Immersione di Adriano Pappalardo), tornando poi a vivere negli Stati Uniti, ma sporadicamente continua a scrivere canzoni.
Nel 1985 collabora con Franco Battiato, traducendo in inglese il testo di Up Patriots to Arms per il disco Echoes of Sufi Dances.
Vent'anni dopo vince il David di Donatello per la migliore canzone originale per Christmas in Love, contenuta nel film omonimo di Neri Parenti; con lo stesso brano si classifica al secondo posto del Golden Globe 2006 per la miglior canzone originale.